# Obertura francesa
La obertura francesa es una pieza instrumental que se sitúa al comienzo de una obra más extensa a modo de introducción estructurada en tres tiempos según la secuencia lento-rápido-lento. Tal esquema de obertura es el antagonista de la denominada obertura italiana (rápido-lento-rápido). 
La obertura francesa puede preludiar tanto obras vocales (óperas, oratorios) como suites y ballets instrumentales. 
Este tipo de obertura fue empleada con profusión durante todo el período barroco. Johann Sebastian Bach y Georg Friedrich Händel la emplearon habitualmente.

## Historia
Este tipo de obertura fue creado por el compositor barroco Jean Baptiste Lully (1632-1687). Lully, nacido en Florencia, ocupó importantes cargos musicales en la corte francesa de Luis XIV, donde estableció los patrones de la ópera barroca francesa, incluida esta forma de obertura. 
A pesar de su origen operístico, este modelo de apertura se volvió apto para cualquier tipo de composición musical, incluidas las obras para un solo instrumento. La obertura francesa reviste de gran solemnidad sus primeros compases a tiempo lento. Repentinamente, el rápido tiempo central (generalmente de tipo fuguístico) rompe esta solemnidad y permite mostrar al oyente la potencia de la orquesta y el talento del compositor, a modo de degustación inicial de la música que se podrá disfrutar a lo largo de la obra que la obertura preludia. El tercer tiempo de la obertura acostumbra a ser una repetición del primer movimiento, nuevamente revestido de una pomposa solemnidad. 